# Bagnoregio
Bagnoregio és un comune (municipi) de la província de Viterbo a la regió italiana del Laci, situat a uns 90 km al nord-oest de Roma i a uns 28 quilometres (17 mi) al nord de Viterbo.

## Història
L'actual ciutat principal era antigament un suburbi de la ciutat dalt d'un turó dins del mateix municipi coneguda ara com Civita di Bagnoregio. En l'antiguitat s'anomenava Novempagi i Balneum Regium, d'on va sortir el nom medieval de Bagnoregio.
Durant les invasions bàrbares d'Itàlia, entre els segles VI i IX, la ciutat va ser presa diverses vegades pels ostrogots i els llombards. Es diu que Carlemany la va incloure al Patrimonium Petri, i l'emperador Lluís I el va afegir als Estats Pontificis l'any 822.
La menció en una carta del papa Gregori Magne d'un Joan recentment elegit com a bisbe de Bagnoregio és la primera menció existent d'un bisbe de la seu de Bagnoregio, però sens dubte no va ser el primer bisbe. La diòcesi va anar creixent al llarg dels segles, incorporant l'any 1015 la que havia estat la diòcesi de Bomarzo. Després d'un terratrèmol el 1695, la catedral que havia estat a Civita di Bagnoregio va ser substituïda per una a la mateixa Bagnoregio. El 1986, la diòcesi va ser incorporada a la de Viterbo, pel bisbe de la qual ja era administrada des de la mort de l'últim bisbe diocesà de Bagnoregio el 1971. Ja no és un bisbat residencial, Bagnoregio està avui catalogat per l'Església catòlica com a seu titular.

## Personatges famosos
És famós per ser el lloc de naixement (més concretament Civita di Bagnoregio) del filòsof Sant Bonaventura a principis del segle xiii. L'escriptor Bonaventura Tecchi també és de Bagnoregio.